# Przyszłość
Przyszłość – część linii czasu, która dopiero ma się wydarzyć (w liniowej koncepcji czasu). Część czasoprzestrzeni, w której zawarte są wszystkie zdarzenia, które jeszcze nie miały miejsca, ale się wydarzą.

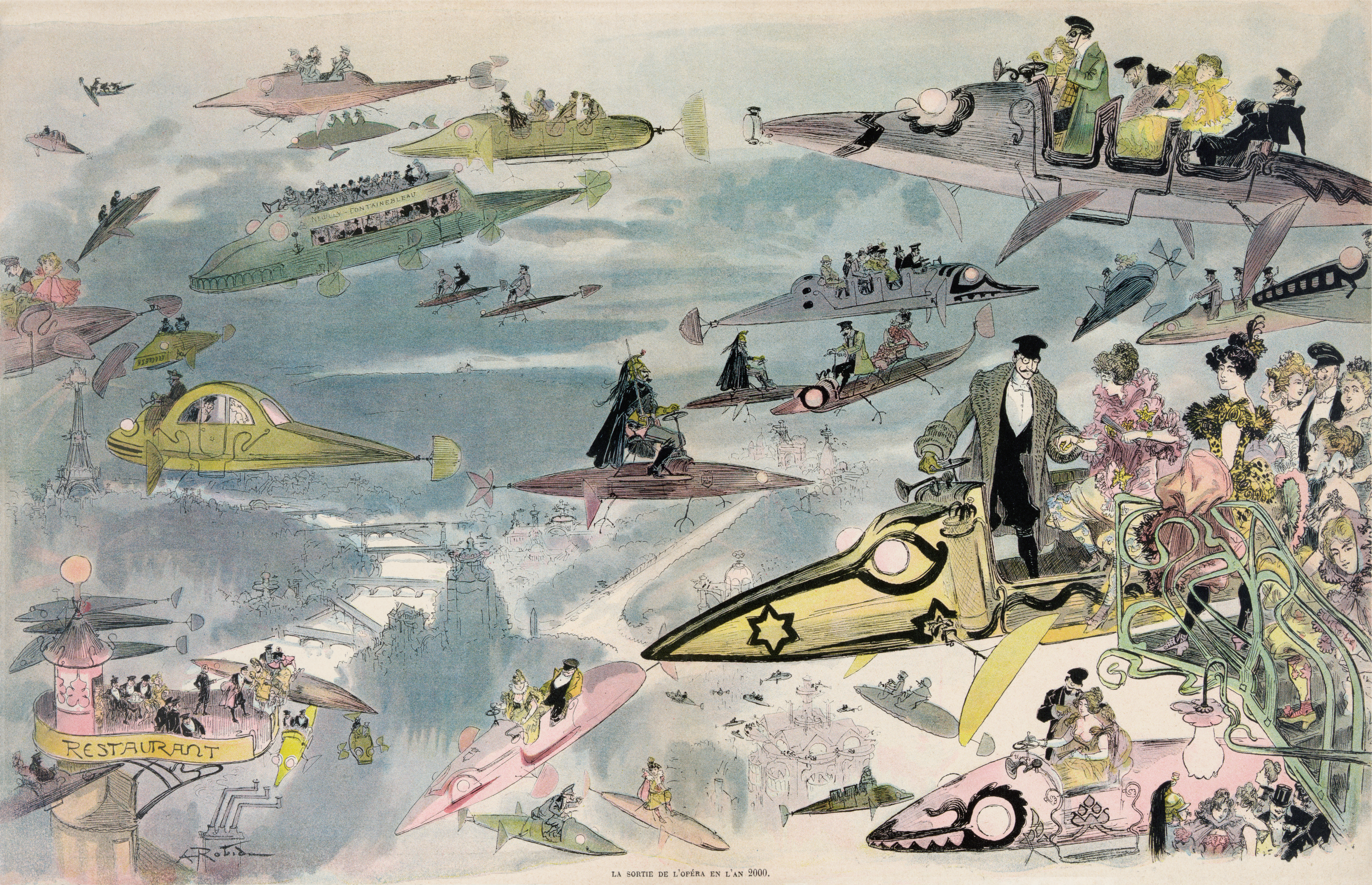
Futurystyczna wizja Paryża w 2000 roku (1902)

W tym sensie przyszłości przeciwstawia się przeszłość (zbiór zdarzeń, które wydarzyły się wcześniej) oraz teraźniejszość (zbiór zdarzeń, które właśnie się dzieją).

## Znaczenie przyszłości dla ludzkości
Rozważania na temat przyszłości zawsze zajmowały szczególne miejsce w filozofii oraz w życiu duchowym człowieka. Jest rzeczą dyskusyjną, czy ludzki mózg jest wynikiem ewolucji zdolności potrzebnych do przewidywania przyszłości, to znaczy abstrakcyjnej wyobraźni, logiki i wnioskowania indukcyjnego. Wyobraźnia pozwala nam "zobaczyć" wiarygodny model danej sytuacji bez efektywnego obserwowania go. Logiczne rozumowanie pozwala przewidywać nieuniknione konsekwencje akcji i sytuacji. Indukcja pozwala na połączenie przyczyny z konsekwencjami, co jest fundamentem każdej prognozy. Taka zdolność do posiadania chociażby szczątkowej wiedzy o tym, co prawdopodobnie się wydarzy, jest znaczącym elementem w ewolucji ludzkości.
Człowiek, pomimo posiadania tak potężnych instrumentów, dążył do jeszcze lepszego przewidywania przyszłości. Osoby twierdzące, że potrafią przewidywać przyszłość za pomocą postrzegania pozazmysłowego (np. wyrocznie i wróżbici) cieszyły się olbrzymim szacunkiem w wielu społecznościach zarówno w przeszłości, jak i teraz. Wiele pseudonauk, takich jak astrologia lub chiromancja, powstało po to, aby móc przewidywać przyszłość. W pewnym sensie również fizyka jest nauką próbującą dokonywać ilościowych i jakościowych prognoz przyszłości. Nauką zajmującą się formułowaniem przewidywań dotyczących postępu społecznego i technicznego jest futurologia. Na krótszą skalę, przewidywaniem przyszłości zajmują się też prognozy pogody.
Przyszłość jest także doskonałym tematem dla religii. Często religie oferują proroctwa o życiu po śmierci i o końcu świata.

## W kosmologii i fizyce
Dwa największe pytania kosmologii dotyczą początku i końca wszechświata. Na drugie z pytań zaproponowano kilka odpowiedzi:
- Wszechświat pozostanie w stanie, w jakim się obecnie znajduje (zob. teoria stanu stacjonarnego)
- grawitacja zatrzyma ekspansję Wszechświata, a następnie spowoduje jego zapadanie się
- grawitacja nie zatrzyma rozszerzającego się Wszechświata, po czym nastąpi jego "śmierć cieplna".

W fizyce zgodnie z koncepcjami ogólnej teorii względności przyszłość jest zdefiniowana w lokalnym układzie współrzędnych jako ta część czasoprzestrzeni, na którą mogą wpływać zdarzenia mające miejsce w lokalnym układzie. Inaczej, jest to ta część czasoprzestrzeni, do której można przekazać jakiekolwiek informacje za pomocą sygnałów podróżujących z prędkością mniejszą lub równą prędkości światła w próżni. Tak określone pojęcie przyszłości ma wyłącznie lokalny charakter i w tym sensie przyszłość każdego obserwatora obejmuje inny podzbiór punktów czasoprzestrzeni (choć możliwe jest osiągnięcie stanu, w którym zbiory te są identyczne).